# اچ‌ام‌اس ساراسن (۱۹۰۸)
اچ‌ام‌اس ساراسن (۱۹۰۸) (به انگلیسی: HMS Saracen (1908)) یک کشتی بود که طول آن ۲۵۵ فوت (۷۸ متر) بود. این کشتی در سال ۱۹۰۸ ساخته شد.